# The Book of Knots
The Book of Knots is een Amerikaanse experimentele artrockband met onder meer Matthias Bossi, Joel Hamilton, Carla Kihlstedt en Tony Maimone.

## Geschiedenis
The Book of Knots werd in 2003 opgericht door drie kernbandleden Joel Hamilton, Matthias Bossi en Tony Maimone in Hamiltons en Maimone's Brooklyn Studio G. Leden van Book of Knots hebben eerder met verschillende acts gespeeld of gewerkt, waaronder Skeleton Key, Sleepytime Gorilla Museum, Shiner, Battle of Mice, Sparklehorse, Elvis Costello, Unsane, Pere Ubu, Frank Black, They Might Be Giants en anderen. Carla Kihlstedt (van Tin Hat Trio, Sleepytime Gorilla Museum, 2 Foot Yard) sloot zich later in 2003 aan om te versterken wat het kernkwartet van de band zou worden.
The Book of Knots besloot om drie conceptuele records uit te brengen: hun eerste was een ode aan wegkwijnende kustplaatsen, een titelloos debuut dat in 2004 bij Arclight Records verscheen. Het tweede Traineater zou een eerbetoon zijn aan de Amerikaanse Manufacturing Belt. De band werd in november 2006 gecontracteerd door Anti Records en bracht het album uit in april 2007 met gastspots van onder meer Tom Waits, Mike Watt, Jon Langford en David Thomas. Het derde was gewijd aan alles wat met luchtvaart te maken heeft en heette Garden of Fainting Stars, het titelnummer dat werd geschreven en uitgevoerd door Elyas Khan van Nervous Cabaret. Het werd uitgebracht bij Ipecac Recordings op 14 juni 2011 en bevatte Mike Patton, Blixa Bargeld en anderen.

## Discografie
- 2004: Book of Knots (Arclight Records)
- 2007: Traineater (ANTI-)
- 2011: Garden of Fainting Stars (Ipecac Recordings)